# Retrocognición
La retrocognición (también conocida como retromonición  ), del latín retro que significa "hacia atrás, detrás" y cognición que significa "saber", describe  la adquisición de conocimiento de un evento pasado que no podría haberse aprendido o inferido por medios normales". El término fue acuñado por Frederic WH Myers.

## Historia y casos documentados
Los investigadores científicos de fenómenos psíquicos han sostenido durante mucho tiempo que no es posible poner a prueba la retrocognición, dado que, para verificar que se ha producido una experiencia retrocognitiva precisa, es necesario consultar los documentos existentes y el conocimiento humano, cuya existencia permite alguna base contemporánea del conocimiento a ser consultado.
Por ejemplo, si alguien pretende tener conocimiento retrocognitivo de que "Winston Churchill mató a un loro", la única forma de verificar ese conocimiento sería consultar las fuentes existentes de las actividades de Churchill. Si se descubre que, de hecho, mató a un loro en algún momento, se podría decir que "simplemente" obtuvo conocimiento contemporáneo de este hecho (por clarividencia o telepatía, si es necesario, de los documentos relevantes o el conocimiento de alguien de ellos), en lugar de percibir directamente – a modo de retrocognición – cualquier evento en el pasado de Churchill. Dada esta dificultad lógica fundamental, ha habido muy poca investigación experimental acerca de la retrocognición por parte de los parapsicólogos. La evidencia de retrocognición, por lo tanto, se ha limitado a casos naturalistas que sugieren el fenómeno.
El caso de retrocognición más célebre se refiere a las visiones en 1901 de Annie Moberly y Eleanor Jourdain – dos académicas y primeras administradoras de educación universitaria británica para mujeres – mientras intentaban encontrar el camino hacia el castillo privado de María Antonieta, el Petit Trianon. Al perderse en su camino, creyeron que en cambio llegaron a la presencia de la Reina misma. Publicaron un relato de su experiencia en 1911 como "An Adventure". Moberly y Jourdain describieron cómo se habían convencido, durante las semanas siguientes, de que las personas a las que vieron y con las que incluso hablaron en esa ocasión – dados ciertos detalles de vestimenta, acento, topografía y arquitectura – debían haber sido presuntamente de un recuerdo de María Antonieta del 10 de agosto de 1792, durante sus últimos días en Trianon en 1789. Aunque a menudo se considera en la literatura popular como evidencia de retrocognición, el libro fue inmediatamente descartado por Eleanor Sidgwick, miembro destacado de la Sociedad Británica para la Investigación Psíquica, en un artículo publicado en Proceedings, como producto de una confabulación mutua.